# 海伦妮·图尔纳
海伦妮·图尔纳（德語：Helene Thurner，1938年8月12日—），奥地利女子雪橇运动员。她曾代表奥地利参加1964年和1968年冬季奥林匹克运动会雪橇比赛，其中1964年冬季奥运会获得一枚铜牌。